# 锎
，是一種人工合成的化學元素，其化學符號为Cf，原子序數为98。鉲屬於錒系元素，是第六種人工合成的超鈾元素，具強放射性。伯克利加州大學於1950年以α粒子撞擊鋦，首次人工合成出鉲元素，因此該元素是以美國加利福尼亞州（California）及加州大學命名的。
鉲的外觀為銀白色金屬，擁有三種晶體結構，分別存在於正常氣壓900 °C以下、正常氣壓900 °C以上與高壓下（48 GPa）。在室溫下，鉲金屬塊會在空氣中緩慢地失去光澤。鉲的化合物主要由能夠形成3個化學鍵的鉲(III)形成。目前已知的20種鉲的同位素中，鉲-251最為穩定，其半衰期為898年，而鉲-252是最常被使用的同位素，半衰期約為2.64年，該同位素主要在美國的橡樹嶺國家實驗室及俄羅斯的核反應器研究所（俄語：Научно-исследовательский институт атомных реакторов）合成。
鉲是少數具有實際用途的超鈾元素之一，也是最後一種除了科學研究外有實際應用的元素，所有原子序高於鉲的元素由於半衰期普遍較短，且生產難度大得多，產量也十分稀少，而都沒有實際的用途。利用某些鉲同位素是強中子射源的特性，鉲能夠用於啟動核反應爐，還可以使用在中子衍射技術和中子譜學中對材料進行研究。另外，鉲可用来合成质量数更高的元素，例如118號元素鿫是以鈣-48離子撞擊鉲-249合成的。但在處理鉲的時候，也因此必須考慮到放射性的問題。當鉲累積在動物的骨骼組織時，將破壞紅血球的形成，影响造血功能。

## 歷史

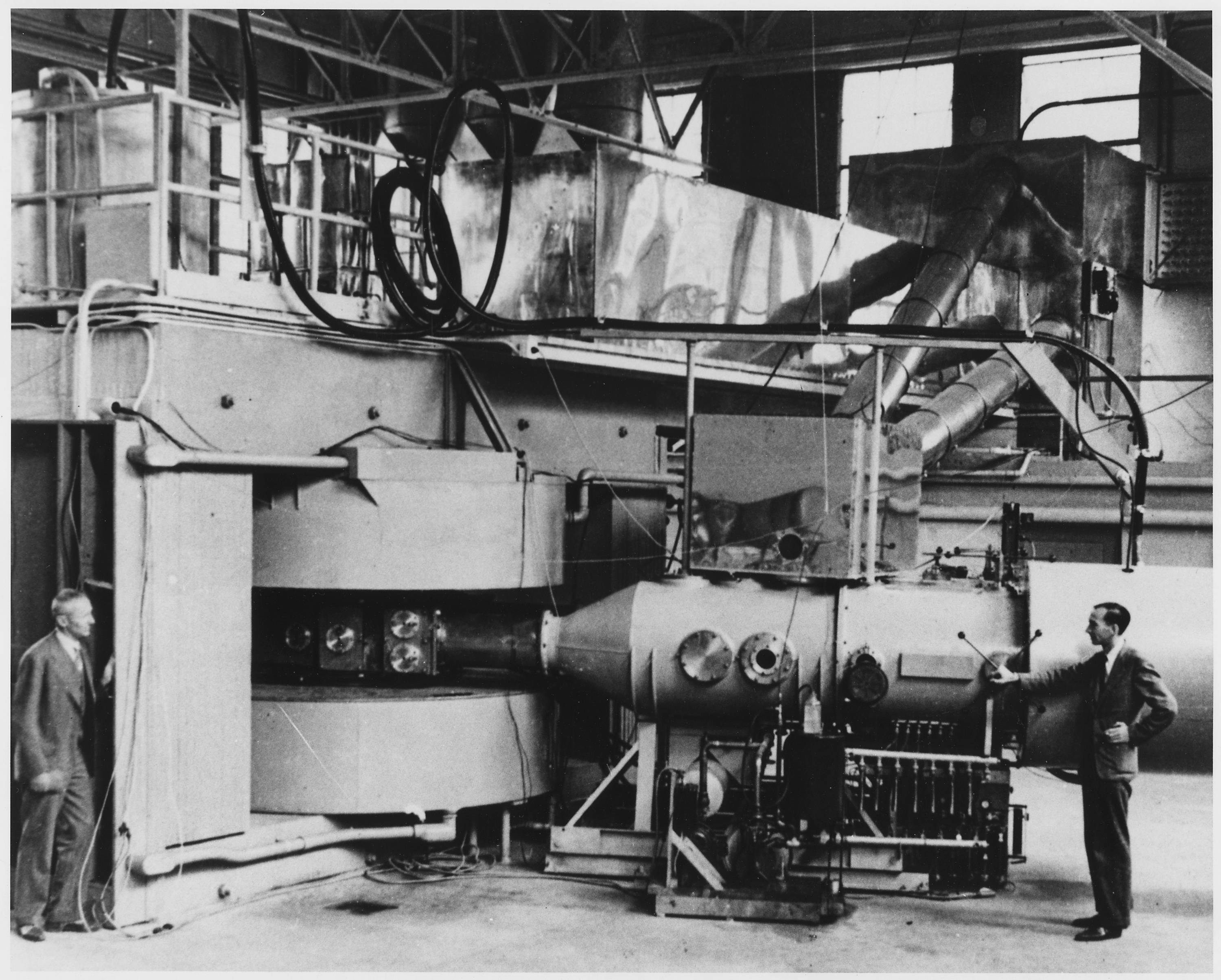
首次合成鉲時所用的1.5米直徑迴旋加速器

1950年2月9日前後，物理學家斯坦利·G·湯普森（Stanley Gerald Thompson）、小肯尼斯·史翠特、阿伯特·吉奥索及格倫·西奧多·西博格在伯克利加州大學首次發現了鉲元素。鉲是第六個被發現的超鈾元素。研究小組在1950年3月17日發佈了該項發現。
美國加州伯克利的1.5米直徑迴旋加速器將α粒子（4
2He
）加速至35 MeV能量，射向一微克大小的鋦-242目標，以此產生了鉲-245（245
98Cf
）和一顆自由中子（
n
）。
242
96Cm
 + 4
2He
 → 245
98Cf
 + 1
0
n

這次實驗只產生了大約5千個鉲原子，這些原子的半衰期為44分鐘。
該新元素以加州和加州大學命名為Californium。這和95至97號元素的命名方式有所不同：第95至97號錒系元素是利用類似於其上方的鑭系元素之命名方式而命名的。但是位於98號元素之上的鏑（Dysprosium）名稱原意為「難取得」，所以研究人員決定打破這項非正式的命名規律。不過在期刊物理評論上公布98號元素的發現時，他們對此有所說明：「我們要指出一點，鏑（Dysprosium）這個名字是由一個希臘字變來的，意思是『很難達到』；而在一個世紀以前，尋找另一種元素的人們（指淘金者）覺得加州是個難以達到的地方。」
海峽兩岸對此元素的漢字命名均遵從音譯原則。1951年，中國大陸《化學命名原則》修訂時新增這一元素，並將其訂名為，後《簡化字總表》將其簡化為，而非按照類推簡化原則作，以防與表示酒器的“鈃”相混淆。台灣則將其訂名為。
愛達荷國家實驗室通過對鈈目標體進行輻射，首次產生了重量可觀的鉲元素，並於1954年發佈了研究結果。產生的樣本中能夠觀察到鉲-252的高自發裂變率。1958年，科學家首次對濃縮鉲進行了實驗。在對鈈-239進行中子輻射連續5年之後，科學家在樣本中發現了從鉲-249到鉲-252的各個同位素。兩年後的1960年，勞倫斯伯克利國家實驗室的伯里斯·坎寧安（Burris Cunningham）和詹姆斯·沃爾曼（James Wallman）把鉲置於蒸汽與鹽酸中，第一次製成了鉲的化合物——三氯化鉲、氯氧化鉲及氧化鉲。
1960年代，位於美國田納西州橡樹嶺的橡樹嶺國家實驗室利用其高通率同位素反應爐（HFIR）產生了少量的鉲。到1995年為止，HFIR的實際鉲年產量為500毫克。在《1958英美共同防禦協約》下英國向美國提供的鈈元素曾用於製造鉲。
美國原子能協會在1970年代初起向工業及學術機構銷售鉲-252同位素，每微克價格為10美元，從1970至1990年每年一共售出150微克鉲-252。Haire和Baybarz於1974年用鑭金屬還原了氧化鉲(III)，首次製成數微克重、厚度小於1微米的鉲金屬薄片。

## 特性

### 物理特性
鉲是一種銀白色的錒系金屬，熔點為900 ± 30 °C，估計的沸點為1470 °C。處於純金屬態時，鉲是具延展性的，可以用刀片輕易切開。在真空狀態下的鉲金屬到了300 °C以上時便會氣化。在51 K（−220 °C）以下的鉲金屬具鐵磁性或亞鐵磁性，在48至66 K時具反鐵磁性，而在160 K（−110 °C）以上時具順磁性。它與鑭系元素能夠形成合金，但人們對其所知甚少。
在一個大氣壓力下，鉲有兩種晶體結構：在900 °C以下為雙層六方密排結構（稱α型），接近室温時密度為15.10 g/cm3；而另一種面心立方結構（β型）則在900 °C以上出現，密度為8.74 g/cm3。在48 GPa的壓力下，鉲的晶體結構會由β型轉變為第三種正交晶系結構。這是由於鉲原子中的5f電子在此壓力下會變成離域電子，這些自由電子能夠參與鍵結的形成。
鉲的體積模量為50 ± 5 GPa，這與三價的鑭系金屬相似，但比一些常見的金屬低（如鋁：70 GPa）。

### 化學特性及化合物
| 氧化態 | 化合物     | 公式  | 顔色   |
| ------ | ---------- | ----- | ------ |
| +2     | 二氯化鉲   | CfCl2 | 琥珀色 |
| +2     | 二碘化鉲   | CfI2  | 深紫色 |
| +3     | 三氧化二鉲 | Cf2O3 | 黃綠色 |
| +3     | 三氟化鉲   | CfF3  | 鮮綠色 |
| +3     | 三氯化鉲   | CfCl3 | 翠綠色 |
| +3     | 三碘化鉲   | CfI3  | 檸檬色 |
| +4     | 二氧化鉲   | CfO2  | 棕黑色 |
| +4     | 四氟化鉲   | CfF4  | 綠色   |

鉲的化合價可以是4、3或2，也就是說一個鉲原子能夠形成2至4個化學鍵。其化學屬性預計將會類似於別的三價錒系元素，以及在元素週期表中位於鉲以上的鏑。鉲在室溫下會在空氣中緩慢地失去光澤，速度隨著濕度的提高而加快。鉲可以和氫、氮和任何氧族元素加熱進行反應，其中與不含濕氣的氫或與水溶無機酸反應的速度極快。
鉲只有在處於鉲(III)正離子狀態才具有水溶性。科學家目前仍未能還原或氧化溶液中的+3離子。鉲在形成氯化物、硝酸鹽、高氯酸鹽及硫酸鹽時易溶於水；形成氟化物、草酸鹽或氫氧化物時則會沉澱。

### 同位素
目前已知的鉲同位素共有20個，質量數從237到256不等，都是放射性同位素。其中最穩定的有鉲-251（半衰期為898年）、鉲-249（351年）、鉲-250（13.08年）及鉲-252（2.645年）。其餘的同位素半衰期都在一年以下，大部份甚至少於20分鐘。
鉲-249是在錇-249進行β衰變後形成的。大部分其他的鉲同位素是在核反應爐中對錇進行強烈的中子輻射後產生的。雖然鉲-251的半衰期最長，但是由於容易吸收中子（高中子捕獲率）以及會與其它粒子產生反應（高中子截面），所以其產量只有10%。
鉲-252為強中子放射源，因此它的放射性極高，非常危險。鉲-252有96.9%的機率進行α衰變（損失兩顆質子和兩顆中子），並形成鋦-248，剩餘的3.1%機率進行自發裂變。一微克（µg）的鉲-252每秒釋放230萬顆中子，平均每次自發裂變釋放3.7顆中子。其他大部份的鉲同位素都以α衰變形成鋦的同位素（原子序為96）。

## 存量

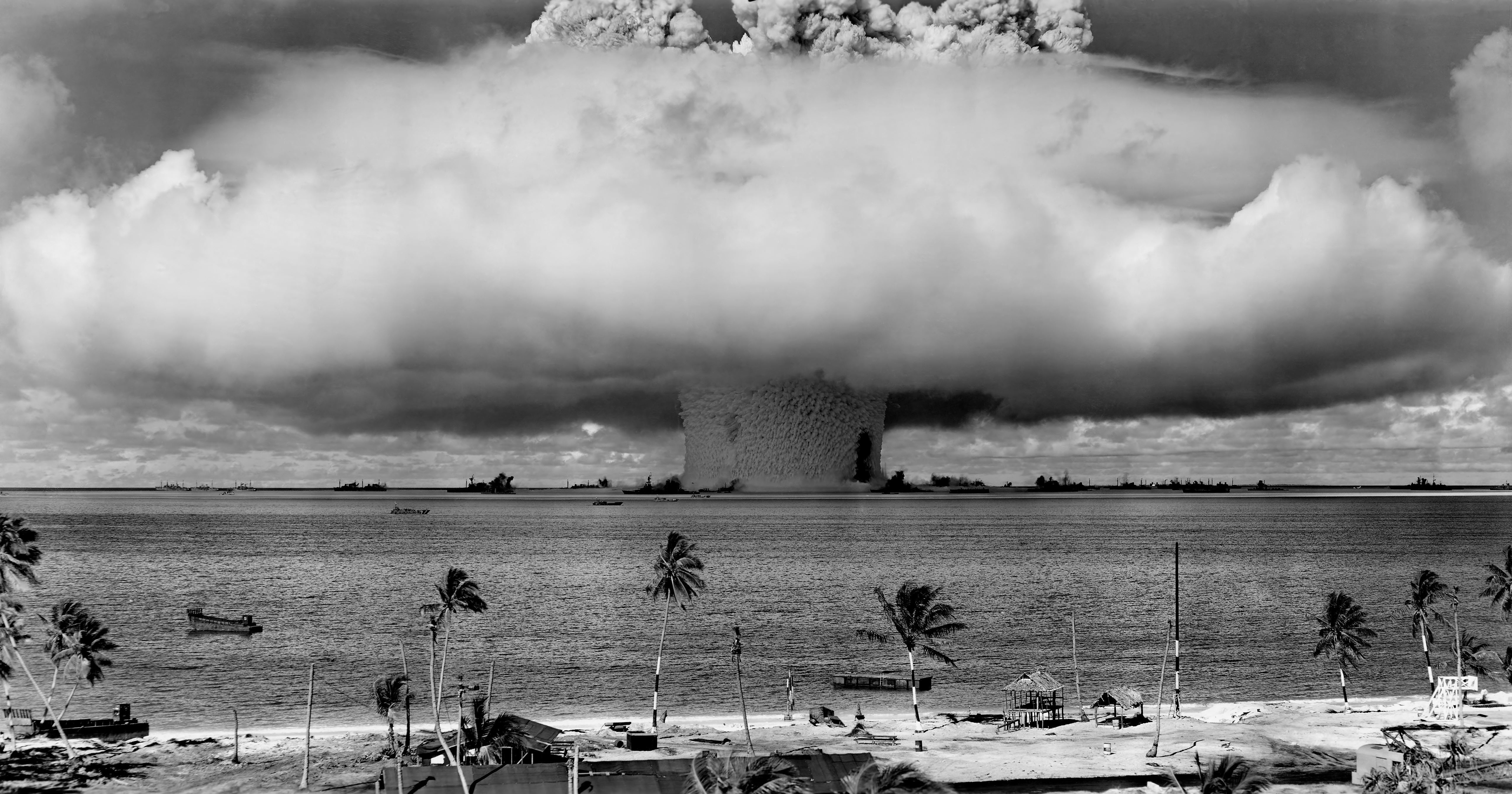
核試驗已將少量的鉲散落在環境當中。

由於所有鉲同位素的半衰期都在898年以下，遠遠不足以從地球形成時（數十億年前）存留至今。因此所有的原始的鉲元素（地球形成時存在的鉲）至今都已衰變殆盡了。
在使用鉲進行探礦或醫學治療的設施附近可以發現痕量的鉲。鉲不易溶於水，但會黏附在泥土上，所以泥土中鉲的濃度可以比泥土粒子周圍的水高出500倍。
1980年之前大氣層核試驗的輻射落塵散落在環境中，其中含有少量的鉲。從空氣中採得的核爆輻射落塵中曾被發現含有質量數為249、252、253和254的鉲同位素。
科學家曾認為超新星會產生鉲，因為超新星物質的衰變符合254Cf的60天半衰期。不過，之後的研究未能探測到鉲譜線，現在人們也一般認為超新星的光變曲線是符合鎳-56的特徵的。
含鈾量極高的礦藏中，重元素經中子捕獲和β衰變之後，可能會自然產生痕量的鉲，儘管這一點尚未得到證實。從95號鋂至100號鐨的超鈾元素，包括鉲，都曾在位於加彭奧克洛的天然核反應爐中自然產生，但至今已不再形成了。

## 合成
鉲可以在核反應爐和粒子加速器中產生。錇-249（249
97Bk
）受中子撞擊（中子捕獲(n,γ)）後立即進行β衰變（β−），便會形成鉲-250（250
98Cf
）。反應如下：
249
97Bk
(n,γ)250
97Bk
 → 250
98Cf
 + β−
鉲-250在受中子撞擊後會產生鉲-251和鉲-252。
對鎇、鋦和鈈元素進行中子輻射可以製成數毫克的鉲-252和數微克的鉲-249。直到2006年，科學家利用特殊的反應爐對鋦-244至248進行中子輻射，主要產生出鉲-252，另有較少的鉲-249至255。
經過美國核能管理委員會可以購得微克量的鉲-252作商業用途。世界上僅有兩處生產鉲的設施：位於美國的橡樹嶺國家實驗室以及位於俄羅斯的核反應器研究所。到2003年為止，兩座設施分別每年生產0.25克和0.025克的鉲-252。
設施還生產三個半衰期頗長的鉲同位素，這需要鈾-238捕獲中子15次，期間不進行核裂變或α衰變。從鈾-238開始的核反應鏈經過幾個鈈同位素、鎇同位素、鋦同位素、錇同位素以及鉲-249至253（見圖）。

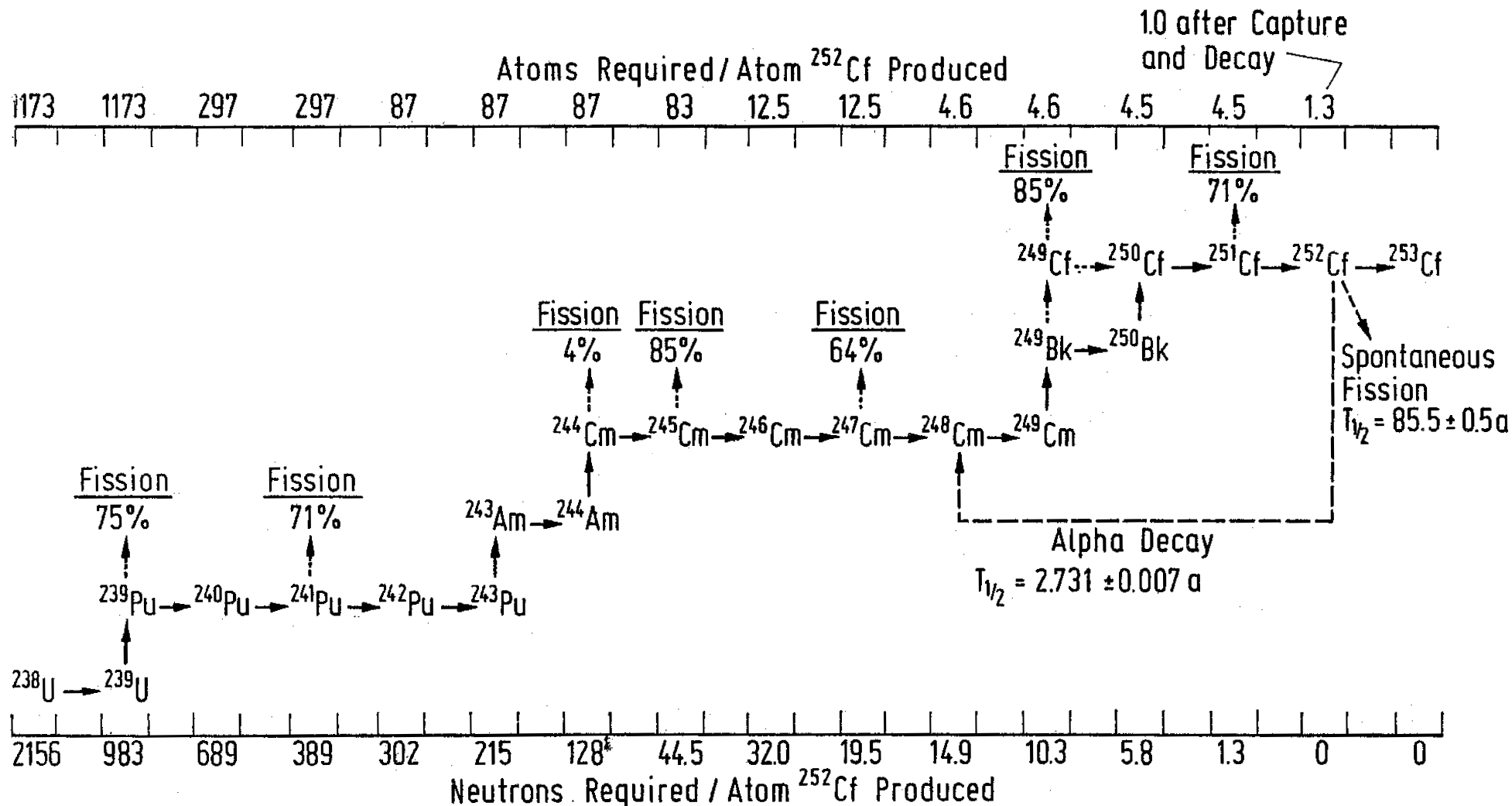
以中子輻射從鈾-238產生鉲-252的核反應路徑圖

## 應用

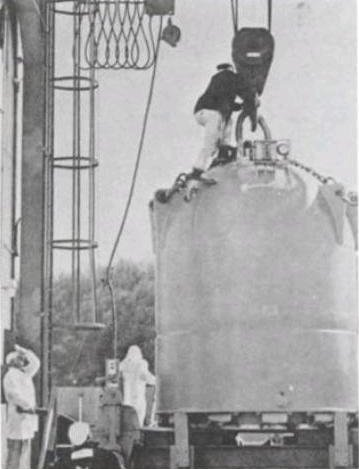
橡樹嶺國家實驗室建造的50噸重運輸桶，可運載最多1克的^{252}Cf。運輸此類高放射性物質必須用到重型容器以避免意外。

鉲是目前在科學研究之外有實際用途的最重元素。鑀及以上的元素由於半衰期太短，生產難度大，因此只能在實驗室中用於合成更重的元素。
鉲-252為一種強中子射源，有著幾個應用的範疇。每微克的鉲每分鐘能夠產生1.39億顆中子。因此鉲可以被用作核反應爐的中子啟動源或在中子活化分析中作為（非來自反應爐的）中子源。在放射治療無效時，子宮頸癌和腦癌的治療目前用到了鉲所產生的中子。自從1969年薩瓦那河發電廠向佐治亞理工學院借出119 µg的鉲-252之後，鉲一直用於教育。
由於中子能夠穿透物質，所以鉲也可以用在探測器中，如燃料棒掃描儀，使用中子射線照相術來探測飛機和武器部件的腐蝕、問題焊接點、破裂及內部濕氣，以及便攜式金屬探測器等。中子濕度計利用鉲-252來尋找油井中的水和石油，為金銀礦的實地探測提供中子源，以及探測地下水的流動。1982年鉲-252的主要用途按用量比例分別為：反應爐啟動源（48.3%）、燃料棒掃描儀（25.3%）及活化分析（19.4%）。到了1994年，大部份的鉲-252都用於中子射線照相（77.4%），而燃料棒掃描儀（12.1%）和反應爐啟動源（6.9%）則成了次要的應用範圍。
鉲-251的臨界質量很低（約為5 kg），但人們也曾低估其臨界質量，并誇大其臨界質量較低的特性的潛在用途。
2006年10月，位於俄羅斯杜布納的聯合核研究所研究人員宣佈成功合成3顆Og（118號元素）原子。他們利用鈣-48撞擊鉲-249，產生了這個目前最重的元素。該次實驗的目標體是一片面積為32 cm2、含有10 mg鉲-249的鈦薄片。其它用到鉲來合成的超鈾元素還包括1961年以硼原子核撞擊鉲所形成的鐒元素。

## 安全
如同其他鑭系及錒系元素，鉲在生物體中不發揮任何生物學功用。累積在骨骼組織裏的鉲會釋放輻射，破壞身體製造紅血球的能力。由於放射性很強，鉲對生物體有著極高的毒性。
在進食受鉲污染的食物或飲料，或吸入含有鉲的懸浮顆粒之後，鉲就會進入體內。在身體裏，只有0.05%的鉲會進入血液裏，其中的65%會積累在骨骼中，肝臟25%，其餘的主要通過排尿排出身體。骨骼和肝臟中積累的鉲分別會在50年和20年後消失。鉲會首先附在骨骼的表面，之後會慢慢蔓延到骨骼的各個部分。
一旦進入體內，鉲會造成很大的損害。另外，鉲-249和鉲-251能釋放伽瑪射線，對外表組織造成傷害。鉲所釋放的電離輻射在骨骼和肝臟中可致癌。

## 註释
1. ↑  銪（Europium）是以發現時所在的大陸（歐洲，Europe）命名的，因此對下的95號元素鎇（Americium）以美洲命名（America）；釓（Gadolinium）是以科學家、工程師約翰·加多林（Johan Gadolin）命名的，所以96號元素鋦（Curium）以瑪莉·居禮（Marie Curie）和皮埃爾·居禮（Pierre Curie）命名；鋱（Terbium）是以發現地伊特比（Ytterby）命名的，所以97號元素錇（Berkelium）以發現地伯克利（Berkeley）命名。[14]
2. ↑  《1974年能源組織改組法》實施後，美國核能管理委員會取代美國原子能協會，並提高了鉲-252的價格。到了1999年，每微克鉲-252的售價為60美元。這價格不包括封裝及運輸的費用。[24]
3. ↑  1975年的另一篇論文指出，前一年製成的鉲金屬實際上是六方型化合物Cf2O2S及面心立方型化合物CfS。[28]科學家在1976年證實了1974年的實驗結論，並繼續對鉲金屬進行研究。[26]
4. ↑  雙層六方密排結構（dhcp）的晶胞由位於同一個六邊形平面上的兩個六邊形密排結構組成，因此dhcp結構的順序為ABACABAC。[32]
5. ↑  質量較低的三種超鈈元素（鎇、鋦、錇）要使5f電子離域所需的壓力更低得多。[34]
6. ↑  物質的體積模量指的是产生单位相对体积收缩所需的压强。
7. ↑  其他+3氧化態還包括硫化物及茂金屬。[35]具+4態的化合物是強氧化劑，具+2態的則為強還原劑。[19]
8. ↑  由於體積較小，產生的熱量和氣體也較少，所以鉲-252在1990年便已取代了鈈-鈹中子源。[58]
9. ↑  1961年7月版的《科技新時代》一篇名為「第三次世界大戰的事實與謬論」一文中寫道：「一個由鉲做成的原子彈可以比一個手槍子彈更小。你可以自制一支含六發子彈的手槍，其射出的子彈在接觸目標後能夠釋放10噸TNT炸彈的力量。」[66]

### 引用
1. 1 2 3 4 5  CRC 2006，第4.56頁.
2. ↑  CRC 2006，第1.14頁.
3. ↑  Joseph Jacob Katz; Glenn Theodore Seaborg; Lester R. Morss. . Chapman and Hall. 1986: 1038  [11 July 2011]. ISBN 9780412273704. （原始内容存档于2013年5月25日）.
4. ↑  Greenwood, N. N.; Earnshaw, A.  2nd. Butterworth-Heinemann. 1997: 1265. ISBN 978-0-7506-3365-9.
5. ↑  Emsley 1998，第50頁.
6. ↑  CRC 2006，第10.204頁.
7. ↑  CRC 1991，第254頁.
8. 1 2 3 4  Cunningham 1968，第103頁.
9. ↑  Thompson, S. G.; Street, Jr. K.; Ghiorso, A.; Seaborg, G. T. . Physical Review. 1950, 78 (3): 298. Bibcode:1950PhRv...78..298T. doi:10.1103/PhysRev.78.298.2. （原始内容存档于2012-04-06）.
10. ↑  Thompson, S. G.; Street, Jr. K.; Ghiorso, A.; Seaborg, G. T.  (PDF). Physical Review. 1950, 80 (5): 790. Bibcode:1950PhRv...80..790T. doi:10.1103/PhysRev.80.790. （原始内容存档 (PDF)于2012-03-08）.
11. ↑  Street, K., Jr.; Thompson, S. G.; Seaborg, G. T.  (PDF). Journal of the American Chemical Society. 1950, 72 (10): 4832. doi:10.1021/ja01166a528. （原始内容存档 (PDF)于2012-01-19）.
12. ↑  Seaborg 1996，第82頁.
13. ↑  Weeks & Leichester 1968，第849頁.
14. 1 2  Weeks & Leichester 1968，第848頁.
15. ↑  Heiserman 1992，第347頁.
16. ↑  Glenn T. Seaborg. . 1963-01-01  [2023-09-10]. ISBN 0135519608. （原始内容存档于2016-01-02） （英语）.
17. ↑  王宝瑄：《中国化学物质命名中的汉字探讨》，《中国科技术语》2010年03期，第28页。
18. ↑  Diamond, H.;  et al. . Physical Review. 1954, 94 (4): 1083. Bibcode:1954PhRv...94.1083D. doi:10.1103/PhysRev.94.1083.
19. 1 2 3 4  Jakubke 1994，第166頁.
20. ↑  . Science News Letters. December 1960, 78 (26).
21. ↑  . Oak Ridge National Laboratory.   [2010-08-22]. （原始内容存档于2010-05-27）.
22. ↑  Osborne-Lee 1995，第11頁.
23. ↑   (PDF). UK Ministry of Defence: 30. 2001-09-04  [2007-03-15]. （原始内容 (PDF)存档于2006-12-13）.
24. 1 2 3 4  Martin, R. C.; Knauer, J. B.; Balo, P. A. . Applied Radiation and Isotopes. 1999, 53 (4–5): 785–92. PMID 11003521. doi:10.1016/S0969-8043(00)00214-1. （原始内容存档于2012-10-04）.
25. ↑  Osborne-Lee 1995，第6頁.
26. 1 2  Haire 2006，第1519頁.
27. ↑  Haire, R.G.; Baybarz, R.D. . Journal of Inorganic and Nuclear Chemistry. 1974, 36 (6): 1295. doi:10.1016/0022-1902(74)80067-9.
28. ↑  Zachariasen, W. . Journal of Inorganic and Nuclear Chemistry. 1975, 37 (6): 1441–1442. doi:10.1016/0022-1902(75)80787-1.
29. ↑  Haire 2006，第1522–1523頁.
30. 1 2  Haire 2006，第1526頁.
31. ↑  Haire 2006，第1525頁.
32. ↑  Szwacki 2010，第80頁.
33. 1 2 3 4 5 6 7  O'Neil 2006，第276頁.
34. 1 2 3  Haire 2006，第1522頁.
35. ↑  Cotton, F. Albert; Wilkinson, Geoffrey; Murillo, Carlos A.; Bochmann, Manfred.  6th. John Wiley & Sons. 1999: 1163. ISBN 978-0-471-19957-1.
36. 1 2  Seaborg 2004.
37. 1 2 3 4  CRC 2006，第4.8頁.
38. 1 2 3 4  NNDC contributors. Sonzogni, Alejandro A. (Database Manager) , 编. . National Nuclear Data Center, Brookhaven National Laboratory. 2008  [2010-03-01]. （原始内容存档于2008-05-22）.
39. ↑  Haire 2006，第1504頁.
40. ↑  Hicks, D. A.; Ise, John; Pyle, Robert V. . Physical Review. 1955, 97 (2): 564–565. Bibcode:1955PhRv...97..564H. doi:10.1103/PhysRev.97.564.
41. ↑  Hicks, D. A.; Ise, John; Pyle, Robert V. . Physical Review. 1955, 98 (5): 1521–1523. Bibcode:1955PhRv...98.1521H. doi:10.1103/PhysRev.98.1521.
42. ↑  Hjalmar, E.; Slätis, H.; Thompson, S.G. . Physical Review. 1955, 100 (5): 1542–1543. Bibcode:1955PhRv..100.1542H. doi:10.1103/PhysRev.100.1542.
43. 1 2  Emsley 2001，第90頁.
44. 1 2 3 4 5  ANL contributors.  (PDF). Argonne National Laboratory. August 2005. （原始内容存档 (PDF)于2014-02-01）.
45. ↑  Fields, P. R.;  et al. . Physical Review. 1956, 102 (1): 180–182. Bibcode:1956PhRv..102..180F. doi:10.1103/PhysRev.102.180.
46. ↑  Baade, W.; Burbidge, G. R.; Hoyle, F.; Burbidge, E. M.; Christy, R. F.; Fowler, W. A.  (PDF). Publications of the Astronomical Society of the Pacific. August 1956, 68 (403): 296–300  [26 September 2012]. doi:10.1086/126941. （原始内容 (PDF)存档于2012年3月14日）.
47. ↑  Conway, J. G.; Hulet, E.K.; Morrow, R.J. . Journal of the Optical Society of America. 1 February 1962, 52  [26 September 2012]. （原始内容存档于2013年7月29日）.
48. ↑  Ruiz-Lapuente1996，第274頁.
49. ↑  Emsley, John.  New. New York, NY: Oxford University Press. 2011. ISBN 978-0-19-960563-7.
50. 1 2  Krebs 2006，第327–328頁.
51. 1 2  Heiserman 1992，第348頁.
52. ↑  Cunningham 1968，第105頁.
53. ↑  Haire 2006，第1503頁.
54. 1 2  NRC 2008，第33頁.
55. ↑  Seaborg 1994，第245頁.
56. ↑  Shuler, James. . United States Department of Energy: 1. 2008. （原始内容存档于2015-07-10）.
57. ↑  Martin, R. C.  (PDF). Spectrum 2000 International Conference on Nuclear and Hazardous Waste Management. Chattanooga, Tennessee. 2000-09-24  [2010-05-02]. （原始内容 (PDF)存档于2010-06-01）.
58. ↑  Seaborg 1990，第318頁.
59. ↑  Osborne-Lee 1995，第33頁.
60. ↑  Osborne-Lee 1995，第26–27頁.
61. ↑  . Pacific Northwest National Laboratory. 2000-10-25  [2007-03-21]. （原始内容存档于2007-02-18）.
62. ↑  Davis, S. N.; Thompson, Glenn M.; Bentley, Harold W.; Stiles, Gary. . Ground Water. 2006, 18 (1): 14–23. doi:10.1111/j.1745-6584.1980.tb03366.x.
63. 1 2  Osborne-Lee 1995，第12頁.
64. ↑   (PDF). Institut de Radioprotection et de Sûreté Nucléaire: 16.   [2015-07-08]. （原始内容存档 (PDF)于2015-07-11）.
65. ↑  . 1999-02-20  [2015-07-08]. （原始内容存档于2015-07-08）.
66. ↑  Mann, Martin. . Popular Science. July 1961, 179 (1): pp. 92–95, 178–181. ISSN 0161-7370. （原始内容存档于2013-05-25）."force of 10 tons of TNT", p.180.
67. ↑  Oganessian, Yu. Ts.;  et al. . Physical Review C. 2006, 74 (4): 044602–044611. Bibcode:2006PhRvC..74d4602O. doi:10.1103/PhysRevC.74.044602.
68. ↑  Sanderson, K. . Nature News (Nature). 2006-10-17. doi:10.1038/news061016-4.
69. ↑  Schewe, P.; Stein, B. . Physics News Update. American Institute of Physics. 2006-10-16  [2015-07-09]. （原始内容存档于2018-03-27）.
70. ↑  . Science News-Letter. 1961-04, 79 (17): 259.
71. ↑  Cunningham 1968，第106頁.

### 書籍
- CRC contributors. Walker, Perrin; Tarn, William H. , 编. . CRC Press. 1991. ISBN 978-0-8493-3623-2.
- CRC contributors. Lide, David R. , 编.  87th. CRC Press, Taylor & Francis Group. 2006. ISBN 978-0-8493-0487-3.
- Cunningham, B. B. . Hampel, Clifford A.  (编). . Reinhold Book Corporation. 1968. LCCN 68-29938.
- Emsley, John. . Oxford University Press. 1998  [2013-03-11]. ISBN 978-0-19-855818-7. （原始内容存档于2013-05-25）.
- Emsley, John. . . Oxford University Press. 2001  [2013-03-11]. ISBN 978-0-19-850340-8. （原始内容存档于2020-03-21）.
- Haire, Richard G. . Morss, Lester R.; Edelstein, Norman M.; Fuger, Jean  (编).  3rd. Springer Science+Business Media. 2006. ISBN 978-1-4020-3555-5.
- Heiserman, David L. . . TAB Books. 1992  [2013-03-11]. ISBN 978-0-8306-3018-9. （原始内容存档于2013-05-25）.
- Jakubke, Hans-Dieter; Jeschkeit, Hans (编). . trans. rev. Eagleson, Mary. Walter de Gruyter. 1994  [2013-03-11]. ISBN 978-3-11-011451-5. （原始内容存档于2014-07-08）.
- Krebs, Robert. . Greenwood Publishing Group. 2006. ISBN 978-0-313-33438-2.
- National Research Council (U.S.). Committee on Radiation Source Use and Replacement. . National Academies Press. 2008  [2013-03-11]. ISBN 978-0-309-11014-3. （原始内容存档于2013-06-02）.
- O'Neil, Marydale J.; Heckelman, Patricia E.; Roman, Cherie B. (编).  14th. Merck Research Laboratories, Merck & Co. 2006. ISBN 978-0-911910-00-1.
- Osborne-Lee, I. W.; Alexander, C. W. . Oak Ridge Technical Report ORNL/TM-12706. 1995  [2013-03-11]. doi:10.2172/205871. （原始内容存档于2013-07-30）.
- Ruiz-Lapuente, P.; Canal, R.; Isern, J. . Springer Science+Business Media. 1996  [2013-03-11]. ISBN 978-0-7923-4359-2. （原始内容存档于2013-05-25）.
- Seaborg, Glenn T.; Loveland, Walter D. . John Wiley & Sons, Inc. 1990  [2013-03-11]. ISBN 978-0-471-89062-1. （原始内容存档于2014-09-06）.
- Seaborg, G. T. . World Scientific. 1994  [2013-03-11]. ISBN 978-981-02-1440-1. （原始内容存档于2013-05-26）.
- Seaborg, G. T. Adloff, J. P. , 编. . Oldenbourg Wissenschaftsverlag. 1996  [2013-03-11]. ISBN 978-3-486-64252-0. （原始内容存档于2013-05-25）.
- Seaborg, Glenn T. . Geller, Elizabeth  (编). . McGraw-Hill: 94. 2004  [2013-03-11]. ISBN 978-0-07-143953-4. （原始内容存档于2013-05-25）.
- Szwacki, Nevill Gonzalez; Szwacka, Teresa. . Pan Stanford. 2010  [2013-03-11]. ISBN 978-981-4241-59-5. （原始内容存档于2012-11-08）.
- Weeks, Mary Elvira; Leichester, Henry M. . . Journal of Chemical Education. 1968: 848–850. ISBN 978-0-7661-3872-8. LCCN 68-15217.

## 外部連結
- 元素锎在洛斯阿拉莫斯国家实验室的介紹（英文）
- —— 锎（英文）
- 元素锎在The Periodic Table of Videos（諾丁漢大學）的介紹（英文）
- 元素锎在Peter van der Krogt elements site的介紹（英文）
- WebElements.com – 锎（英文）
- NuclearWeaponArchive.org – Californium（鉲在核武器檔案網上的資料）（英文）
- Hazardous Substances Databank – Californium, Radioactive （页面存档备份，存于）（鉲在有害物質資料庫上的資料）（英文）